# Gurtenturm
Der Gurtenturm befindet sich auf dem gleichnamigen Berg der Gemeinde Köniz im Kanton Bern.
Der heutige Aussichtsturm erinnert an die Zeit, in der sich die Stadt Bern gegen Eindringlinge zur Wehr setzen musste. Hier stand im 15. Jahrhundert eine Hochwacht mit einem «Chutz» – einem riesigen Feuerstock, der entzündet wurde, sobald man die herannahende Gefahr erkennen konnte. Das Höhenfeuer warnte die Bewohner der Stadt und beim Berner Münster wurde mit den Kirchenglocken Alarm geschlagen. Der Gurten-Chutz brannte zum letzten Mal im Jahr 1847.

## Situation
Der im Jahre 2000 aus Holz erstellte Turm ist 25,5 Meter hoch. 121 Treppenstufen führen zur Aussichtsplattform in 22 Meter Höhe.
Von der Plattform aus bietet sich eine Aussicht über Bern bis zu den Berner Alpen.
Mit der Gurtenbahn erreicht man den Aussichtsturm von der Endstation zu Fuss in ca. fünf Minuten.

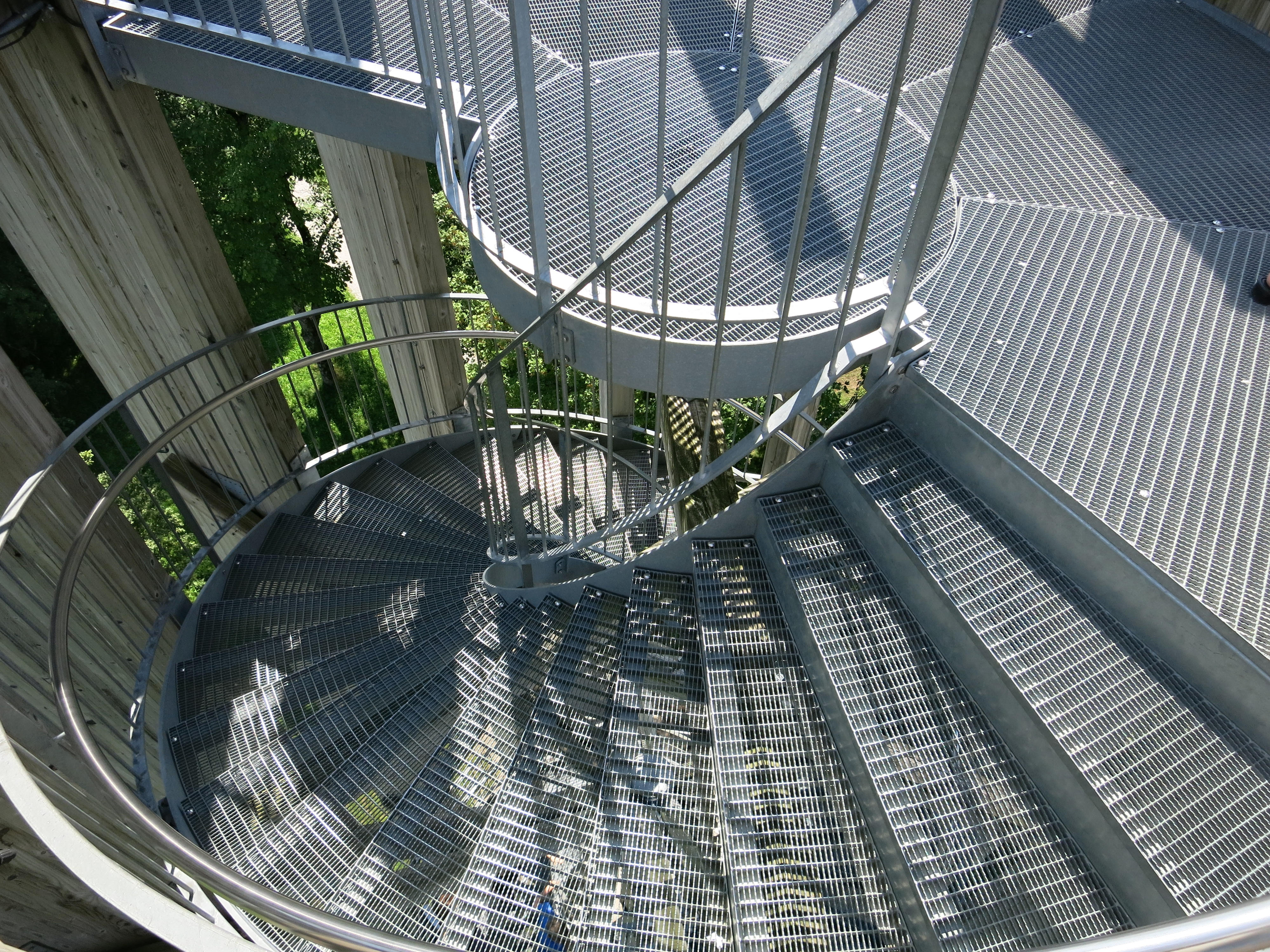
Treppen
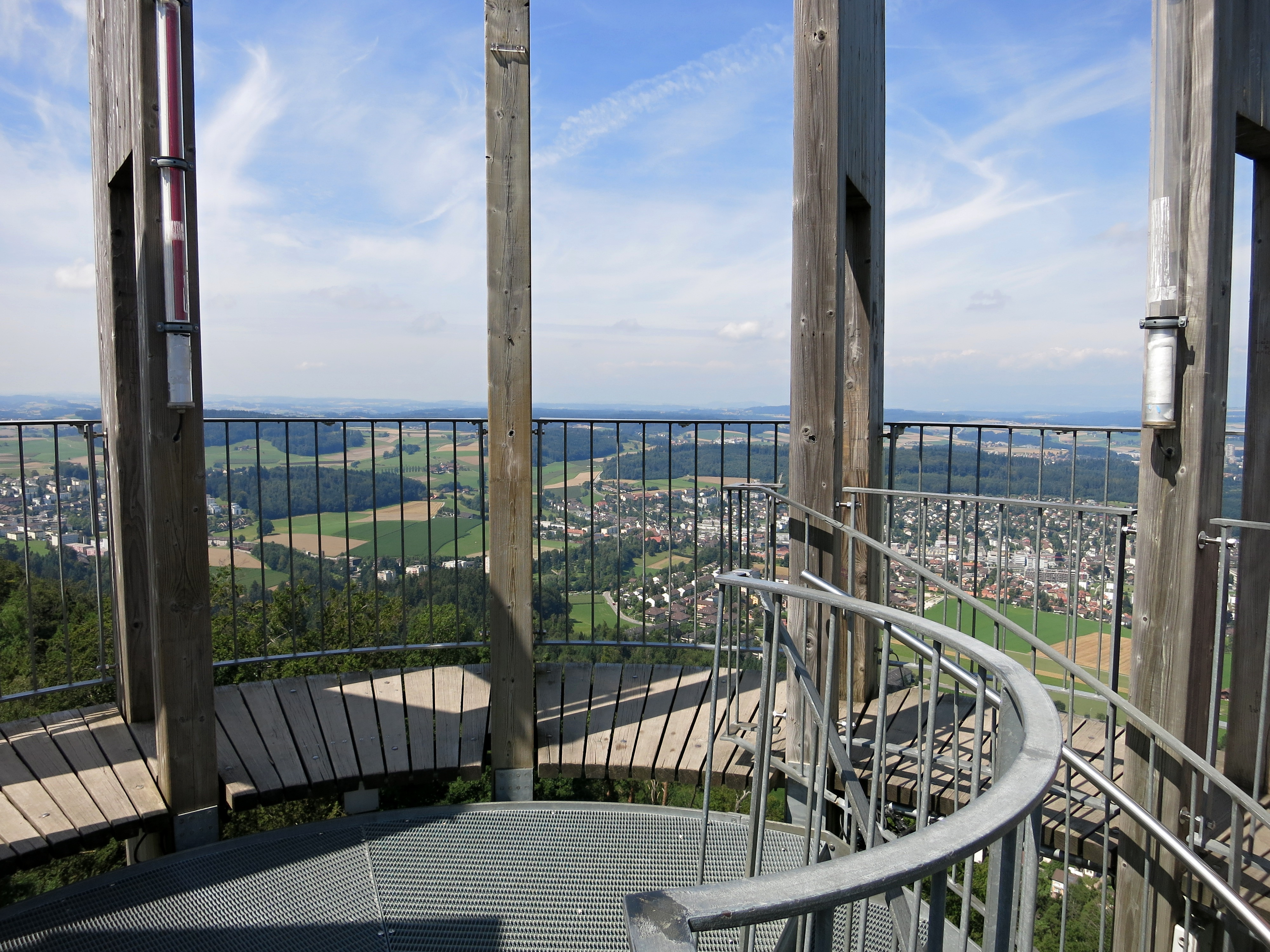
Aussichtsplattform